# Leandro Cunha
Leandro "Coxinha" Leme da Cunha, (* 13. října 1980 v São José dos Campos, Brazílie) je brazilský zápasník – judista.

## Sportovní kariéra
V seniorské reprezentaci Brazílie měl dlouhá léta nálepku náhradníka. V začátcích své kariéry dělal dvojku Henrique Guimarãesovi a později João Derlymu. Větší příležitost ukázat se dostal až na sklonku veteránského věku. V roce 2010 se rychle přizpůsobil novým pravidlům boje a patřil k nejlepším pololehkým vahám na světě. Své úspěšné dva roky 2010 a 2011 však nepřetavil v olympijskou medaili. Na olympijských hrách v Londýně ho nečekaně vyřadil v prvním kole Polák Paweł Zagrodnik.

### Vítězství
- 2010 - 1x světový pohár (Budapešť)
- 2009 - 1x světový pohár (Belo Horizonte)
- 2011 - 1x světový pohár (Miami)

## Výsledky
| Turnaj                  | 2004           | 2005           | 2006           | 2007           | 2008           | 2009           | 2010           | 2011           | 2012           |
| Turnaj                  | 24             | 25             | 26             | 27             | 28             | 29             | 30             | 31             | 32             |
| Turnaj                  | pololehká váha | pololehká váha | pololehká váha | pololehká váha | pololehká váha | pololehká váha | pololehká váha | pololehká váha | pololehká váha |
| ----------------------- | -------------- | -------------- | -------------- | -------------- | -------------- | -------------- | -------------- | -------------- | -------------- |
| Olympijské hry          | —              |                |                |                | —              |                |                |                | úč.            |
| Mistrovství světa       |                | —              |                | —              |                | úč.            | 2.             | 2.             |                |
| Panamerické hry         |                |                |                | —              |                |                |                | 1.             |                |
| Panamerické mistrovství | 1.             | —              | 2.             | 2.             | úč.            | —              | 3.             | 1.             | 1.             |